# IJsselmij

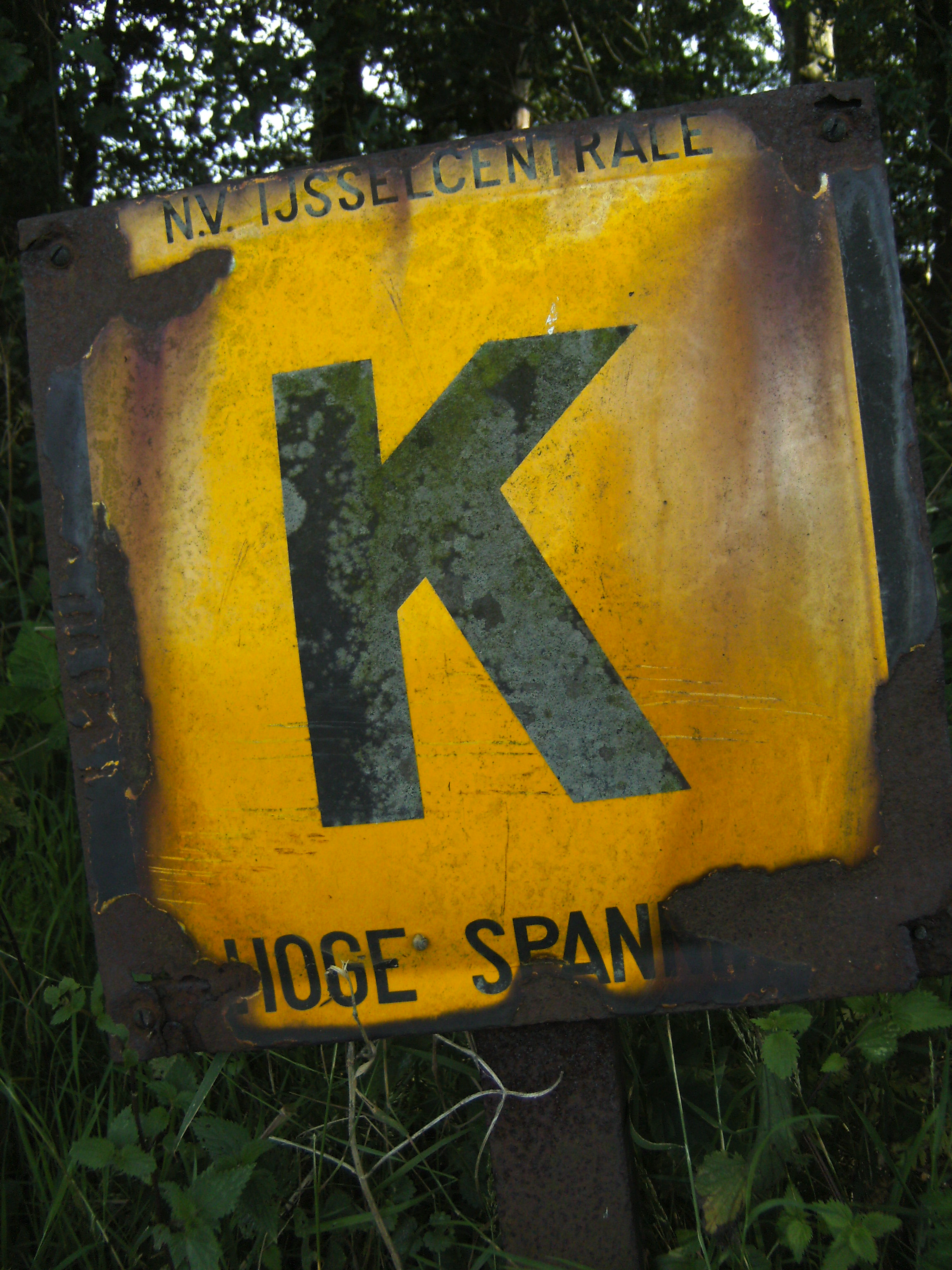
Hoge spanning

De NV Electriciteitsfabriek IJsselcentrale (IJC) was een Nederlandse energiemaatschappij.

## Geschiedenis
De NV Electriciteitsfabriek IJsselcentrale (vanaf ongeveer 1960 NV Electriciteitsmaatschappij IJsselcentrale en vanaf 1988 NV Energiebedrijf IJsselmij) was een Nederlands energiebedrijf. De IJC werd in 1911 opgericht door de gemeenten Zwolle, Deventer en Zutphen.
In 1913 werd begonnen met de bouw van een kolencentrale aan de Weteringkade (Marslanden A) in Zwolle. Deze centrale werd in 1915 in bedrijf genomen.
In 1917 nam de provincie Overijssel een meerderheidsbelang in de IJC en in 1918 kreeg het energiebedrijf van het rijk een vergunning voor de energiedistributie in de gehele provincie Overijssel en het zuidelijk deel van de provincie Drenthe. Echter, op dat moment was in Twente al een particulier energiebedrijf, het Twentsch Centraal Station voor Electrische Stroomlevering (TCS), actief. Dit bedrijf, opgericht door Rento Hofstede Crull, werd in 1951 overgenomen door de IJC.
Het hoofdkantoor van de IJC werd ontworpen door Ad van der Steur en werd gebouwd tussen 1939 en 1946 aan de Zeven Alleetjes in Zwolle. In de jaren zeventig werd het complex uitgebreid naar een ontwerp van Arno Nicolaï. Thans zit in dit gebouw de Regio IJssel-Vecht (o.a. regionale GGD)
In 1986 werd de energieproductie van de provinciale energiebedrijven in Noord- en Oost-Nederland samengevoegd tot EPON. In 2001 werd EPON overgenomen door het Belgische Electrabel.
In 1993 fuseerde de IJsselmij met EGD tot EDON, wat in 1999 opging in Essent. 

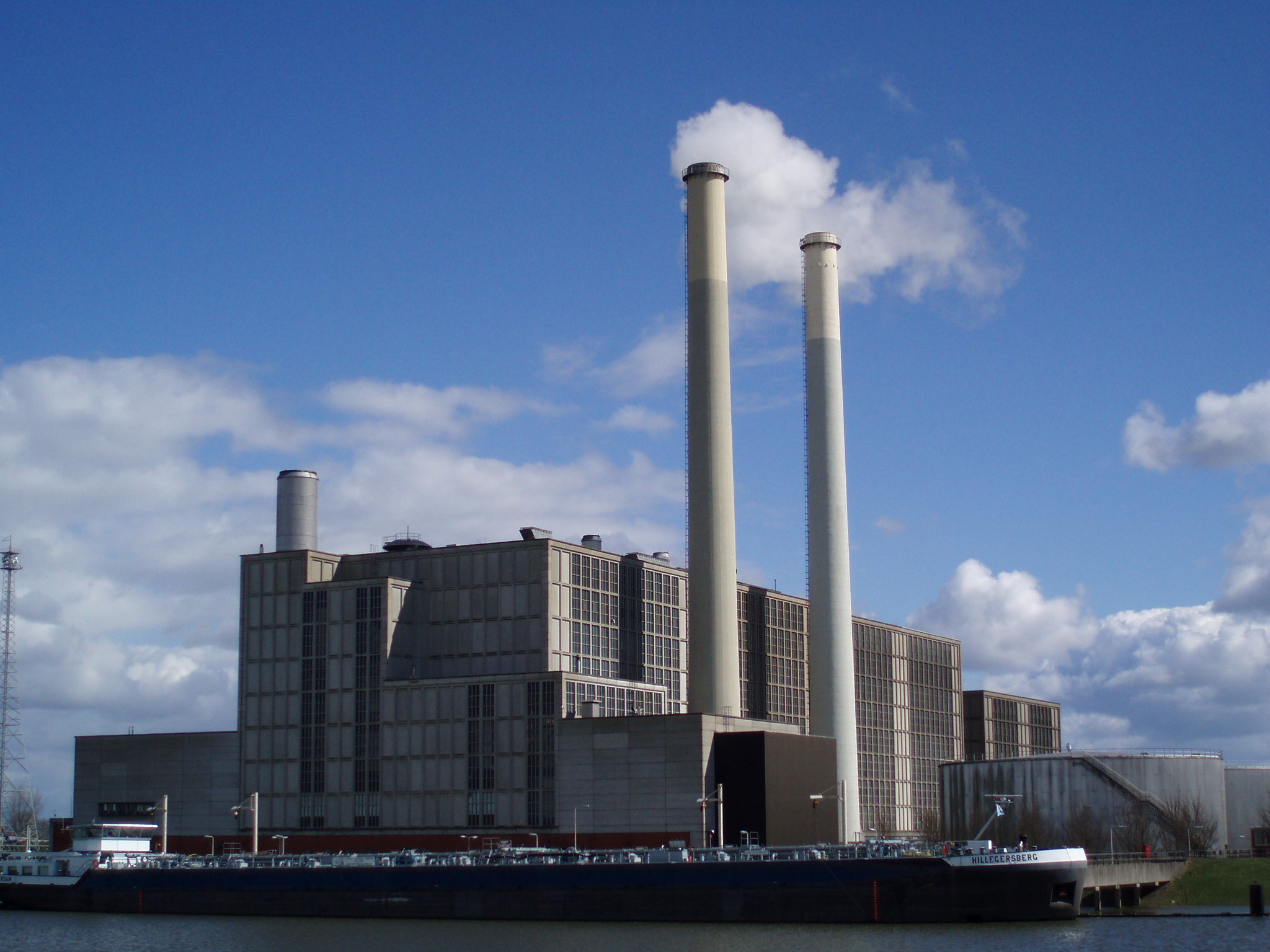
Centrale Harculo

## Energiecentrales
- Centrale Zwolle (1915-..., gesloopt in 1981)
- Centrale Harculo (1955-2012, gesloopt in 2017)
- Centrale Hengelo (1950-1997, gesloopt in 2003)